# Ройс Ґрейсі
Ройс Ґрейсі (порт. Royce Gracie; народився 12 грудня 1966, Ріо-де-Жанейро, Бразилія) — бразильський спортсмен, спеціаліст зі змішаних бойових мистецтв (англ. MMA) загалом і бразильського дзюдзюцу зокрема (сьомий дан). Чемпіон 1-го, 2-го і 4-го турнірів UFC. Своєю участю у турнірних змаганнях на початку існування UFC докорінно змінив суспільні уявлення про техніку і методику проведення боїв змішаного стилю. Популяризував бразильське дзюдзюцу як самостійний вид боротьби і дзюдзюцу Ґрейсі як її стиль. Походить із відомого бразильського клану Ґрейсі. Включений до Залу слави UFC.

## Біографія
Ройс Ґрейсі народився 12 грудня 1966 року в Ріо-де-Жанейро, Бразилія, в родині 53-річного майстра бойових мистецтв Еліо Ґрейсі, співзасновника бразильського дзюдзюцу. Слідуючи родинним традиціям, Ройс змалку був долучений до вивчення цього бойового мистецтва. В 16 років він отримав синій пояс з рук свого батька, і через рік відправився в Америку, в Каліфорнію, де його старший брат Роріун тримав школу дзюдзюцу.
Участь у турнірах, які проводились Роріуном Ґрейсі та іншими членами клану, Ройс брав з юності. В той час молоді знавці дзюдзюцу намагались кидати виклик найсильнішим бійцям місцевого рівня, намагаючись популяризувати мистецтво своєї родини. В 18 років Ройс Ґрейсі був атестований на чорний пояс.

### Кар'єра в MMA
В 27 років Ройс, вже досвідчений у боротьбі на локальних любительських турнірах (51 перемога, 3 поразки), бере участь у першому професійному турнірі, організованому його братом Роріуном і американцем Артом Дейві. Турнір, що згодом перетворився на найбільшу у світі організацію зі змішаних бойових мистецтв, отримав назву The Ultimate Fighting Championship — Абсолютний бійцівський чемпіонат. Перемога у цьому турнірі, здобута у трьох важких боях із майстрами боксу, спортивної боротьби і кікбоксингу, подарувала Ройсу Ґрейсі світове визнання. Він продовжує свій успішний поступ перемогами на другому і четвертому турнірах, а також боями із знаменитими в минулому бійцями Кімо Леопольдо та Кеном Шемроком. Після тривалого 36-хвилинного змагання із Шемроком у квітні 1995 року, Ґрейсі бере велику перерву.
У професійні змагання Ройс повертається на початку 2000 року, беручи участь у Гран-прі Чемпіонату PRIDE. В фіналі змагання Ґрейсі отримує поразку від японського бійця Казуші Сакураби і робить чергову перерву в кар'єрі.
Протягом 2003-2005 років Ґрейсі бере участь у трьох змаганнях в турнірах Чемпіонату K-1 і PRIDE, здобувши дві нічиї у боях з японськими борцями і перемогу над гавайським велетнем Акебоно Таро. Швидкість і натиск, які Ройс Ґрейсі демонстрував на початку своєї професійної кар'єри, вже зникли, і прихильники MMA починають говорити про заходження бразильської зірки. Попри це, Ґрейсі наполягає на проведенні ще одного двобою, який мав би підкреслити велич цього спортсмена в змішаних бойових мистецтвах, — бою проти дворазового чемпіона світу в напівсередній ваговій категорії за версією UFC Метта Х'юза.
Бій відбувся 27 травня 2006 року в рамках 60 етапу UFC і став однією із найважливіших подій спортивного світу того періоду. Широко розрекламований, цей захід привернув увагу близько 15 000 глядачів. За участь у двобої Ройс Ґрейсі отримав 400 000 доларів США. Але цей бій він програв в першому раунді. Поступившись в позиційній боротьбі, витримавши застосований Х'юзом важкий больовий прийом, важіль на лікоть, Ґрейсі припустився помилки при маневруванні в партері і був здоланий градом ударів молодого чемпіона.
У червні 2007 року Ройс Ґрейсі зробив ще одну спробу довести світу свою непіддатливість вікові, провівши бій-реванш із Казуші Сакурабою. Вигравши бій рішенням суддів, Ройс втрапив у скандал: в його крові було виявлено заборонені препарати — анаболічні стероїди. По завершенню розслідування інциденту він був оштрафований і позбавлений ліцензії.

## Статистика в змішаних бойових мистецтвах
| Результат | Противник       | Спосіб                               | Раунд | Час   | Дата              | Місце                          | Подія                                                                   | Примітки                                                                  |
| --------- | --------------- | ------------------------------------ | ----- | ----- | ----------------- | ------------------------------ | ----------------------------------------------------------------------- | ------------------------------------------------------------------------- |
|           |                 |                                      |       |       |                   |                                |                                                                         |                                                                           |
| Перемога  | Казуші Сакураба | Рішення суддів (одностайне)          | 3     | 5:00  | 2 червня 2007     | Лос-Анджелес, Каліфорнія, США  | Турнір «Dynamite!! USA»                                                 | Після бою Ґрейсі був викритий у використанні стероїдів.                   |
| Поразка   | Метт Х'юз       | Технічний нокаут (удари кулаками)    | 1     | 4:39  | 27 травня 2006    | Лос-Анджелес, Каліфорнія, США  | 60 етап UFC                                                             |                                                                           |
| Нічия     | Хідео Токоро    | Припинення змагання                  | 2     | 10:00 | 31 грудня 2005    | Осака, Японія                  | Турнір «K-1 Premium 2005 Dynamite!!»                                    | Бій проходив без залучення суддів.                                        |
| Перемога  | Акебоно Таро    | Підкорення (больовий прийом на руку) | 1     | 2:13  | 31 грудня 2004    | Осака, Японія                  | Турнір «K-1 Premium 2005 Dynamite!!»                                    |                                                                           |
| Нічия     | Хідехіко Йошида | Припинення змагання                  | 2     | 10:00 | 31 грудня 2003    | Сайтама, Японія                | Турнір «PRIDE Shockwave 2003»                                           | Бій проходив без залучення суддів.                                        |
| Поразка   | Казуші Сакураба | Технічний нокаут (рішення кутового)  | 6     | 15:00 | 1 травня 2000     | Токіо, Японія                  | Турнір «Pride Grand Prix 2000 Finals» Гран-прі PRIDE (півфінал)         | Бій проходив за спеціальними правилами. Рефері не мав права зупиняти бій. |
| Перемога  | Нобухіко Такада | Рішення суддів (одностайне)          | 1     | 15:00 | 30 січня 2000     | Токіо, Японія                  | Турнір «Pride Grand Prix 2000 Opening Round» Гран-прі PRIDE (відкриття) |                                                                           |
| Нічия     | Кен Шемрок      | Припинення змагання                  | 1     | 36:00 | 7 квітня 1995     | Шарлот, Північна Кароліна, США | 5 турнір UFC                                                            | Бій проходив без залучення суддів.                                        |
| Перемога  | Ден Северн      | Підкорення (удушення ногами)         | 1     | 15:49 | 16 грудня 1994    | Талса, Оклахома, США           | 4 турнір UFC                                                            | Виграв 4-й турнір UFC.                                                    |
| Перемога  | Кіт Хекні       | Підкорення (больовий прийом на руку) | 1     | 5:32  | 16 грудня 1994    | Талса, Оклахома, США           | 4 турнір UFC                                                            |                                                                           |
| Перемога  | Рон Ван Кліф    | Підкорення (удушення руками)         | 1     | 3:59  | 16 грудня 1994    | Талса, Оклахома, США           | 4 турнір UFC                                                            |                                                                           |
| Перемога  | Кімо Леопольдо  | Підкорення (больовий прийом на руку) | 1     | 4:40  | 9 вересня 1994    | Шарлот, Північна Кароліна, США | 3 турнір UFC                                                            |                                                                           |
| Перемога  | Патрік Сміт     | Підкорення (удари кулаками)          | 1     | 1:17  | 11 березня 1994   | Денвер, Колорадо, США          | 2 турнір UFC                                                            | Виграв 2-й турнір UFC.                                                    |
| Перемога  | Ремко Пардоел   | Підкорення (удушення курткою)        | 1     | 1:30  | 11 березня 1994   | Денвер, Колорадо, США          | 2 турнір UFC                                                            |                                                                           |
| Перемога  | Джейсон ДеЛука  | Підкорення (больовий прийом на руку) | 1     | 1:07  | 11 березня 1994   | Денвер, Колорадо, США          | 2 турнір UFC                                                            |                                                                           |
| Перемога  | Мінокі Ічіхара  | Підкорення (удушення курткою)        | 1     | 5:08  | 11 березня 1994   | Денвер, Колорадо, США          | 2 турнір UFC                                                            |                                                                           |
| Перемога  | Жерар Ґордо     | Підкорення (удушення руками)         | 1     | 1:44  | 12 листопада 1993 | Денвер, Колорадо, США          | 1 турнір UFC                                                            | Виграв 1-й турнір UFC.                                                    |
| Перемога  | Кен Шемрок      | Підкорення (удушення руками)         | 1     | 0:57  | 12 листопада 1993 | Денвер, Колорадо, США          | 1 турнір UFC                                                            |                                                                           |
| Перемога  | Арт Джімерсон   | Підкорення (втрата переваги)         | 1     | 2:11  | 12 листопада 1993 | Денвер, Колорадо, США          | 1 турнір UFC                                                            |                                                                           |